# Tatjana Muravjova
Tatjana Muravjova (ros. Татьяна Муравьева, Tatjana Murawjowa; ur. 13 stycznia 1949 w Tallinnie) – estońska samorządowiec i polityk, w latach 2005–2011 posłanka do Riigikogu X i XI kadencji. 

## Życiorys
Po ukończeniu szkoły średniej w Tallinnie studiowała w Instytucie Ekonomii im. Plechanowa w Moskwie. Po powrocie do kraju podjęła pracę w Komisji Planowania Estońskiej SRR. W latach 1987–1993 zasiadała w zarządzie Estońskiego Banku Oszczędności (Eesti Hoiupank), następnie zaś pracowała w Loterii Estońskiej (Eesti Loto) oraz towarzystwie ubezpieczeniowym „Balti Kindlustus”. W latach 1993–1996 zasiadała w radzie miejskiej Tallinna. Reprezentowała wówczas Rosyjski Ruch Demokratyczny (Русское демократическое движение, РДДЭ). Pełniła funkcję wiceburmistrza dzielnicy Haabersti w stolicy (1999–2004), następnie zaś wiceburmistrza całego miasta (2004–2005). Działała wówczas w Partii Rosyjsko-Bałtyckiej, jednak z wieloma jej działaczami weszła w skład Partii Reform, zakładając w jej składzie Rosyjską Frakcję (Русская фракция Реформистской партии). W 2005 uzyskała mandat posłanki do Riigikogu z ramienia reformistów. W wyborach w 2007 ponownie wybrana do parlamentu z tej samej listy. W wyborach w 2011 bez powodzenia ubiegała się o reelekcję. 
Po odejściu z parlamentu weszła w skład zarządu Fundacji Integracji i Migracji „Nasi Ludzie”, następnie została jego szefową. W wyborach samorządowych w 2013 ubiegała się o mandat radnej Tallinna z listy Partii Reform. Nie weszła jednak w skład rady miejskiej.
Zamężna, ma córkę.

## Odznaczenia
- Medal Rady Bałtyckiej – 2011[8]